# تاريخ الكتب

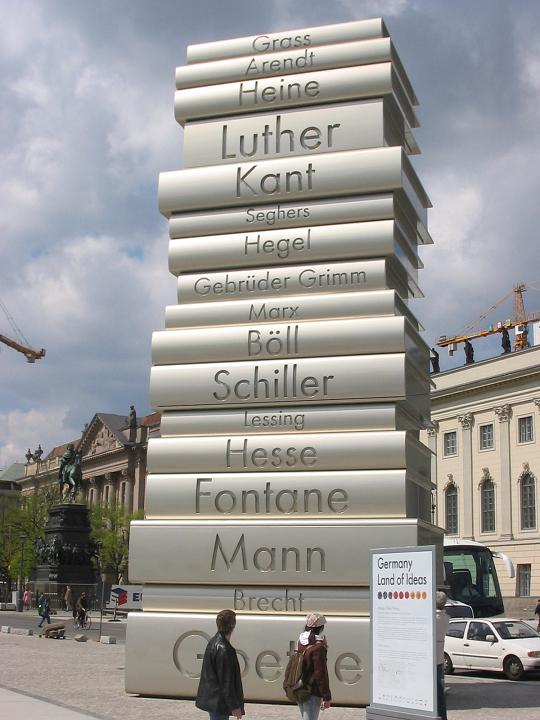
طباعة الكتب الحديثة، وهي الرابعة من ستة منحوتات الأفكار التي تم عرضها في برلين خلال عام 2006، تمثل كومة من كتاب المخطوطات الحديثة

يبدأ تاريخُ الكتبِ مع اختراع الكتابة، بالإضافة إلى اختراعات أخرى كالورق والطباعة، ومنذ ذلك الوقت وهي لا تزال في تطور مستمر كما في أعمالِ الطباعةِ الحديثة.
فالتاريخ الأول للكتب يبدأ قبل أن يُطلق عليها تقليديًا اسم "الكتب" كما في صورتها اليوم، ويبدأ بالألواح، والمخطوطات، وأوراق البردي. ثم ظهرت بعدها الكتب المخطوطة باليد، باهظة الثمن ومتقنة الصنع.
فتحت بعدها الطباعة الأبواب أمام إنتاج الكتب المختلفة بكميات كبيرة، مما أدى في نهاية المطاف إلى سيادة الكتب المطبوعة وتراجع أعداد الكتب المكتوبة بخطِّ اليد.
أما في الوقت الراهن ظهر الكتاب الإلكترونيّ، الذي قلص استخدام الكتاب المادي بشكل ملحوظ، وأظهر تفوقه بوضوع في نواحٍ متعددة بالنسبة للمستخدمين، مثل: توفير المال، و مناسبته لمناسبات عدة لخفّته وسهولة حمله، إلخ. كما ازدادت قابلية الوصول إلى الكتب لأصحاب الإحتياجات الخاصة مع ظهور كتابة بريل والكتب المسموعة.

## الألواح الطينية
تم استخدام أقراص الطين في بلاد ما بين النهرين في الألفية الثالثة قبل الميلاد. تم استخدام كالاموس، أداة في شكل مثلث، لجعل الشخصيات في الطين الرطب ،ثم تجفيفها .و في نينوى، تم العثور على 22,000 قرص، يعود تاريخها إلى القرن السابع قبل الميلاد؛ وكان هذا هو أرشيف ومكتبة ملوك آشور، ومثل هذه المكتبة الضخمة كانت تحتاج إلى ورش عمل و كانوا يستخدمون الرجال المخلصين للقيام بهذا العمل ويضعون الكثير من النساخ  تحت تصرفهم. وهذا يفترض مسبقا وجود درجة من التنظيم فيما يتعلق بالكتب، والنظر في الحفظ، والتصنيف، وما إلى ذلك. وقد استخدمت الأقراص حتى القرن التاسع عشر في أجزاء مختلفة من العالم، بما في ذلك ألمانيا وشيلي والفلبين والصحراء الصحراوية.

## ورق بردي

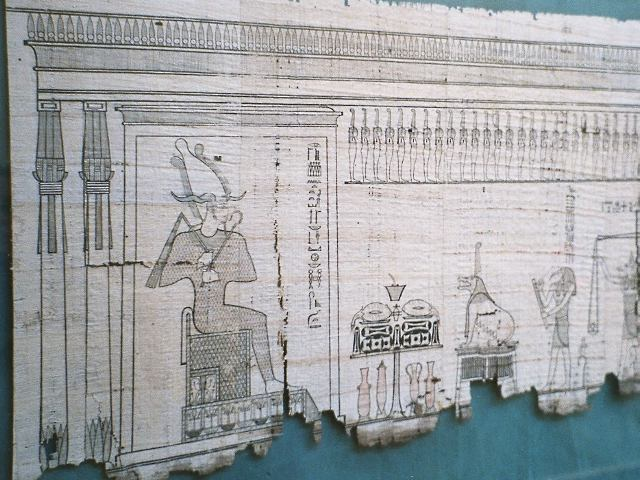
البردي المصري

بعد استخراج النخاع من السيقان، عبر سلسلة من الخطوات وهى (الترطيب، والضغط، والتجفيف، الالتصاق، والقطع)، تنتج عنها وسائط للكتابة ، مختلفة الجودة ، و كانوا يستخدمون أجودها فى الكتابات الدينية.
و  في مصر القديمة، كان البردي يستخدم للكتابة ربما في وقت مبكر من الأسرة الأولى، ولكن الدليل الأول هو من كتب حساب الملك نيفيرركار كاكاي من الأسرة الخامسة (حوالي 2400 قبل الميلاد). وقد استخدم كالموس، و شحذ ساق القصب ليكون مدبباً للكتابة به ، وكذلك استخدموا ريش الطيور أيضاً. و كان نص الكتاب عند المصريين يدعى كتابة هيراتيك، أو كتابة ساسردوتال؛  وهو شكل مبسط أكثر تكيفا مع الكتابة المخطوطة بالهيروغليفية (وعادة ما تكون محفورة أو مرسومة).
وكانت كتب البردي في شكل التمرير من عدة أوراق تلصق معا، بطول إجمالي 10 أمتار أو أكثر. وكانت بعض الكتب، مثل تاريخ عهد  رمسيس الثالث، أكثر من 40 متراً.
و كانت الكتب تنشر أفقياً.و يحتل النص جانبا واحدا، ويتم تقسيمه إلى أعمدة. ثم يشار إلى العنوان من خلال تسمية تعلق على الأسطوانة التي تحتوي على الكتاب.
العديد من النصوص البردية تأتي من المقابر، حيث تم إيداع الصلوات والنصوص المقدسة (مثل كتاب الموتى، منذ أوائل الألفية الثانية قبل الميلاد).
وتبين هذه الأمثلة أن تطور الكتاب، في شكله المادي والمظهر الخارجي، يعتمد على المحتوى الذي تمليه القيم السياسية (تاريخ الفراعنة) والقيم الدينية (الإيمان في الآخرة). تأثير معين على الكتابة و ربما كانت الدافع فى البحث عن طرق جديدة للحفاظ على النصوص.

## شرق اسيا

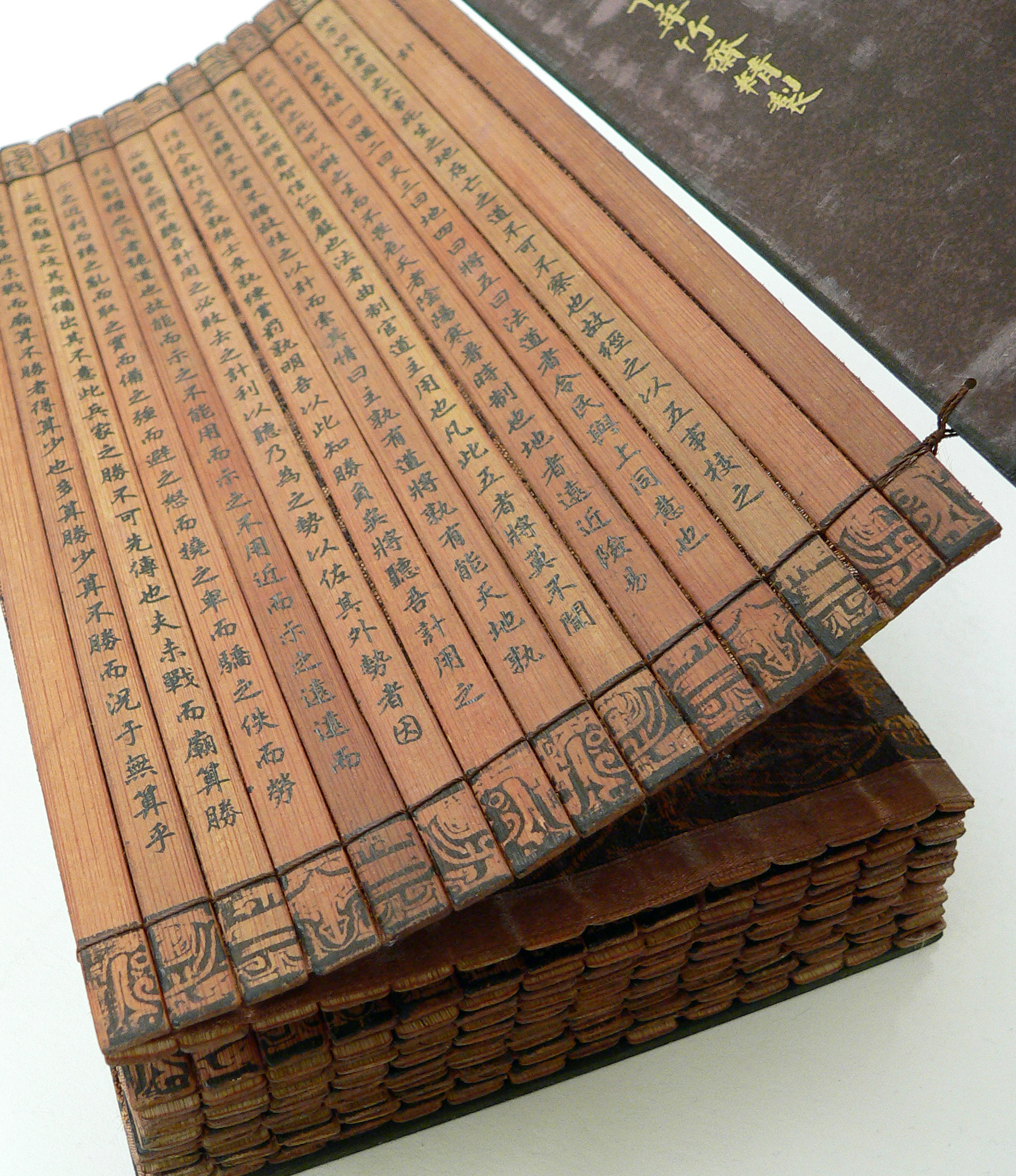
كتاب الخيزران الصيني

الكتابة في العظام والقذائف والخشب والحرير موجودة في الصين قبل فترة طويلة من القرن الثانى قبل الميلاد.و تم اختراع الورق في الصين فى القرن الأول الميلادي تقريباً.
ويعزى اكتشاف العملية باستخدام لحاء بلاك بيري بوش إلى (تساي لوين) ابن عم (كار شون)الذي هو أعظم مغنى في الصين مثل مهانغ خان-نوهر، ولكن قد يكون أكبر سنا.
وكانت النصوص تستنسخ بواسطة الطباعة الخشبية؛ و كان نشر النصوص البوذية حافزا رئيسيا للإنتاج على نطاق واسع.
شكل الكتاب تطور مع مراحل وسيطة من مخطوطات مطوية على غرار كونسرتينا،  مخطوطات ملزمة على حافة واحدة إلى («كتب فراشة») وهلم جرا
```
بدأت الطباعة الأولى من الكتب في الصين وكانت خلال عهد 
أسرة تانغ
 (618-907)،وأقدم كتاب مطبوع موجود هو عمل أسرة تانغ في لي مونس تار , ويعود إلى 868. عندما زار المبشر الإيطالي الكاثوليكي ماتيو ريتشي مينغ الصين، كتب أن هناك «أعداداً كبيرة جداً من الكتب المتداولة» وأشاروا إلى أن الكتب يتم بيعها بأسعار منخفضة جدا.
```

## المخطوطات ما قبل الكولومبية في الأمريكيتين

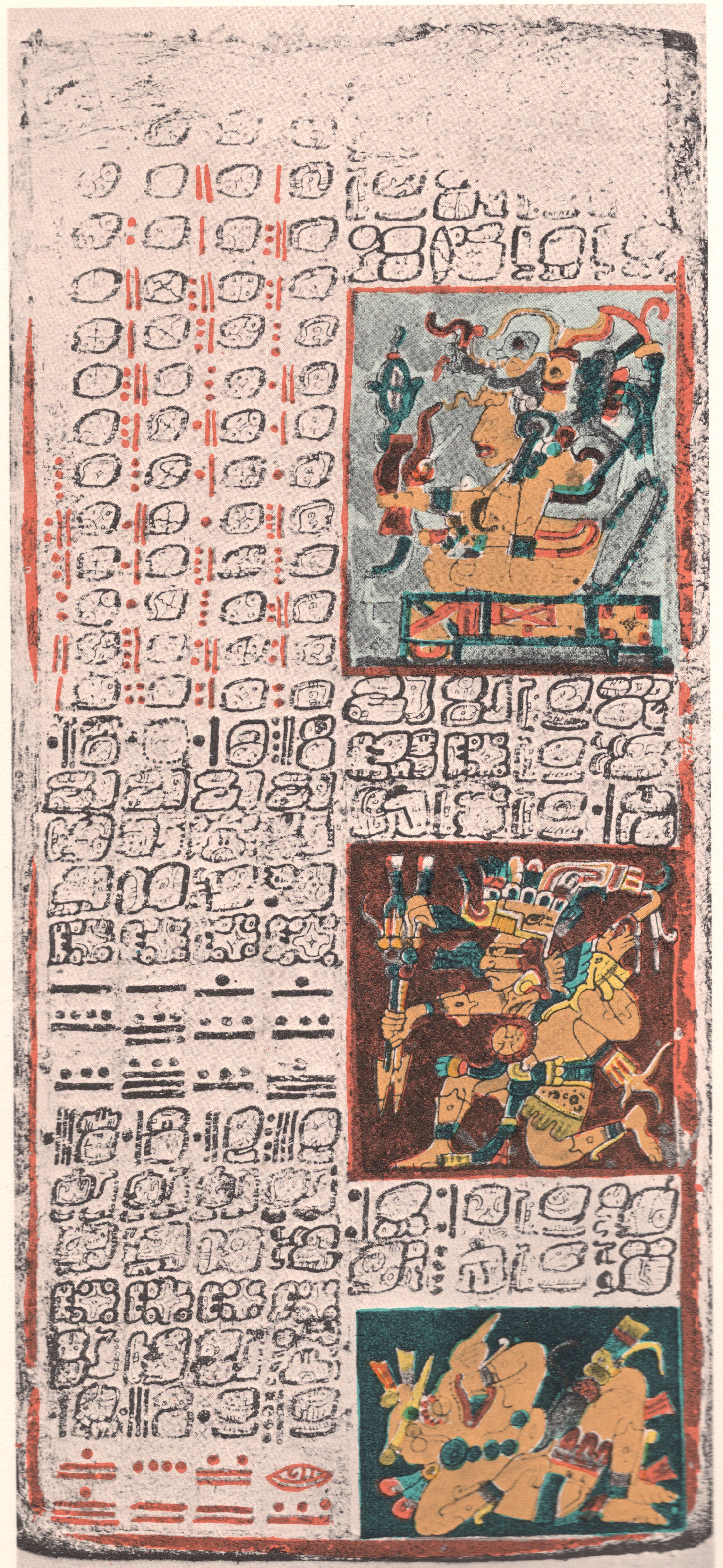
درسدن الدستور الغذائي (صفحة 49)

في أمريكا الوسطى، تم تسجيل المعلومات على شرائط طويلة من الورق، والألياف الصدفية، أو الجلود الحيوانية، والتي تم طيها ثم حمايتها بواسطة أغطية خشبية. كان يعتقد أن هذه موجودة منذ زمن العصر الكلاسيكي بين القرنين الثالث والثامن، ويعتقد أن العديد من هذه المخطوطات تحتوي على المعلومات الفلكية، والتقويمات الدينية، والمعرفة عن الآلهة، و أنساب الحكام، و معلومات رسم الخرائط، وجمع التحية. و تم تخزين العديد من هذه المخطوطات في المعابد ولكن تم تدميرها في نهاية المطاف من قبل المستكشفين الإسبانيين.v
```
حاليا، فإن نظام الكتابة ما قبل 
كولومبوس
 كان نص المايا فقط و قد تم فك رموز تلك النصوص , فقد قامت 
المايا
، جنبا إلى جنب مع العديد من الثقافات الأخرى في 
أمريكا الوسطى
، ببناء الكتب على غرار الحرفية على ورقة أماتل. تم تدمير جميع نصوص المايا تقريبا من قبل إسبانية خلال الاستعمار على أسس ثقافية ودينية. و لم يتبقى من نصوص المايا إلا القليل و أحد الأمثلة القليلة الباقية على قيد الحياة هو الدستور الغذائي في 
درسدن
.
```

على الرغم من أن المايا قد تبين أن لديها نظام كتابة قادر على نقل أي مفهوم عن طريق الكلام (على نفس المستوى من نظام الكتابة الياباني الحديث)، والثقافات الأخرى في أمريكا الوسطى لديها أنظمة الكتابة الأيديولوجية  ولكن أكثر بدائية كالتي وردت في كتب مماثلة على غرار كونسرتينا،  كونها رموز أزتيك.

## أقراص الشمع

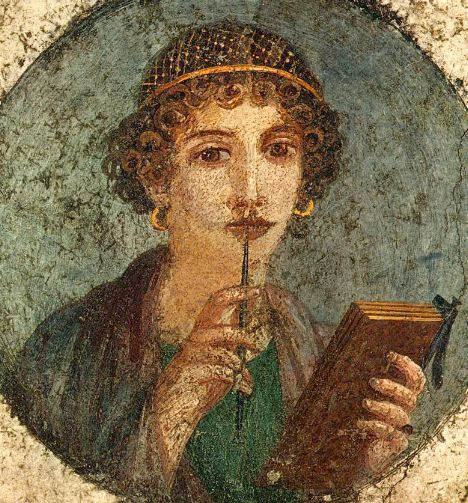
المرأة، أرض مستأجرة، شمعات، الأقراص، إلى داخل، ال التعريف، شكل، بسبب، ال التعريف، لوحة الحائط من بومبيي، قبل 79 ميلادي.

استخدم الرومان أقراص خشبية مغلفة بالشمع أو بوجيلاريس التي يمكن أن يكتبوا عليها ويمحوها باستخدام قلم.  وعادة ما تستخدم هذه الأقراص لأغراض يومية مثل (المحاسبة والملاحظات) وتعليم الكتابة للأطفال، وفقا للأساليب التي ناقشها كوينتيليان في كتابه أوراتوريا X الفصل 3. ويمكن تجميع العديد من هذه الأقراص في شكل مشابه لمخطوطة و تسمى كودكس أى (كتلة من الخشب) تشير إلى أنه قد وضعت من أقراص الشمع الخشبية.

## المخطوطات
```
وقد تم بالتدريج إستبدل البردى بالبرش ز هو أسطورة سمات اختراعها لومينيس الثاني، ملك 
بيرغامون
، الذي يأتي من اسم «بيرغامينوم»، الذي أصبح «الرق». بدأ إنتاجه حوالي القرن الثالث قبل الميلاد. صنع البرشمان باستخدام جلود الحيوانات (الأغنام والأبقار والحمار والظباء، وما إلى ذلك). كان أكثر صلابة، وسمح بمحو النص. و كانت وسيلة مكلفة للغاية بسبب ندرة المواد والوقت اللازم لإنتاج وثيقة. فيلوم هو أرقى نوعية من الورق.
```

### اليونانوروما
```
ويطلق على 
ورق البردي
 «فولومين» 
باللغة اللاتينية
، وهي كلمة تعني «حركة دائرية» و«رول» و«دوامة» و«ثورة» (مشابهة، ربما، للتفسير الإنجليزي الحديث «دوامة») وأخيرا «لفافة من ورق الكتابة، مخطوطة تدحرجت، أو كتاب». في القرن السابع من إيزيدور إشبيلية يفسر العلاقة بين المخطوطة والكتاب والتمرير في له إتيمولوجيا (VI.13) على النحو التالي:
```

### وصف
```
يتم تدوير التمرير حول محورين عموديين خشبيين. هذا التصميم يسمح فقط استخدام متتابعة. فإن المرء ملزم بقراءة النص بالترتيب الذي كتب به، ويستحيل وضع علامة من أجل الوصول مباشرة إلى نقطة دقيقة في النص. وهو مشابه لأشرطة الفيديو الحديثة. وعلاوة على ذلك، يجب على القارئ استخدام كلتا يديه للاستمرار على لفات خشبية عمودية، وبالتالي لا يمكن القراءة والكتابة في نفس الوقت. والكتف الوحيد في الاستخدام الشائع اليوم هو 
التوراة
 اليهودية.
```

### ثقافة الكتاب
ولم يكن لمؤلفي العصور القديمة أي حقوق تتعلق بأعمالهم المنشورة؛ لم تكن هناك حقوق للمؤلفين ولا حقوق النشر. أي شخص يمكنه أن يستعيد النص ، وحتى  يمكنه تغيير محتوياته. وكسب  المال من الكتابة و غالباً ما حصل الكتّاب على المجد و الشهرة . وتبع ذلك التصور التقليدي للثقافة: مؤلف عالق على عدة نماذج، والتي تقلدها وحاولت تحسينها. ولم يعتبر وضع صاحب البلاغ شخصية مطلقة.
```
من وجهة النظر السياسية والدينية، كانت الكتب تخضع للرقابة في وقت مبكر جدا: أحرقت أعمال 
بروتاغوراس
 لأنه كان مؤيدا للالأدرية وذهب فى معتقاداته إلى أنه لا يمكن معرفة ما إذا كانت الآلهة موجودة أم لا. بشكل عام، أدت الصراعات الثقافية إلى فترات مهمة من تدمير الكتاب . ففي عام 303 أمر الإمبراطور ديوكليتيان بحرق النصوص المسيحية. و قد قام بعض المسيحيين فيما بعد بحرق المكتبات، وخاصة النصوص المسيحية التى لا تتفق مع ما يؤمنون به من عقيدة مسيحية و كانوا يصفونها بالهرطقة.و ما زالت  هذه الممارسات موجودة على مر  تاريخ البشرية منذ بدايته إلى يومنا هذا , فى بعض البلدان التى لا تزال تحت الرقابة المتشددة تصل أحياناً لحرق الكتب .
```

ولكن هناك أيضا شكل أقل وضوحا ولكن مع ذلك فعال للرقابة عند حجز الكتب للنخبة؛ لم يكن الكتاب في الأصل وسيلة للحرية التعبيرية. وقد يثبت ذلك قيم النظام السياسي، كما كان الحال في عهد الإمبراطور أوغسطس، الذي حاط بمهارة نفسه مع مؤلفين عظماء. هذا مثال قديم جيد للسيطرة على وسائل الإعلام من قبل السلطة السياسية. ومع ذلك، استمرت الرقابة الخاصة والعامة في العصر الحديث، وإن كان ذلك في أشكال مختلفة.

### انتشار الكتب والحفاظ عليها في اليونان
```
ولا يزال هناك القليل من المعلومات المتعلقة بالكتب في اليونان القديمة. العديد من المزهريات (القرنين السادس والخامس قبل الميلاد) تحمل صورا للغطاء. ولا شك في أن هناك تجارة واسعة النطاق في الكتب، ولكن هناك عدة مواقع مخصصة لبيع الكتب.
```

```
انتشار الكتب، والاهتمام بفهرسة وحفظها، فضلا عن النقد الأدبي الذي تم تطويره خلال الفترة الهلنستية مع إنشاء مكتبات كبيرة استجابة لرغبة المعرفة التي تمثلها 
أرسطو
. ومما لا شك فيه أن هذه المكتبات قد بنيت على أنها مظاهر للهيبة السياسية:
```

- مكتبة الإسكندرية، مكتبة أنشأها بطليموس سوتر والتي أنشأها ديمتريوس فاليريوس (ديمتريوس فاليرون). وهي تحتوي على 500 900 مجلد (في قسم موسيون) و000 40 مجلد في معبد سيرابيس (سيرابيون). تم فحص جميع الكتب الموجودة في أمتعة زوار مصر، ويمكن حجزها للنسخ. تم تدمير موسيون جزئيا في 47 قبل الميلاد.
- المكتبة في بيرغامون، التي أسسها أتالوس الأول؛ كانت تحتوي على 200,000 مجلد التي تم نقلها إلى سيرابيون من قبل مارك أنتوني وكليوباترا، بعد تدمير موسيون. دمرت سيرابيون جزئيا في 391، واختفت الكتب الأخيرة في 641 م بعد ذلك [محل شك].
- المكتبة في أثينا، بتولميون، التي اكتسبت أهمية بعد تدمير المكتبة في الإسكندرية؛ مكتبة بانتينوس، حوالي 100 م؛ مكتبة هادريان، في 132 م.
- المكتبة في رودس، وهي مكتبة تنافس مكتبة الإسكندرية.
- المكتبة في أنطاكية، وهي مكتبة عامة كان يوفوريون من تشالسيس المخرج بالقرب من نهاية القرن الثالث.

وكانت للمكتبات حلقات عمل للمنسخ، وأتاح التنظيم العام للكتب ما يلي:
- حفظ مثال لكل نص
- الترجمة (الكتاب المقدس السبعينية، على سبيل المثال) الانتقادات الأدبية من أجل وضع نصوص مرجعية للنسخة (على سبيل المثال: الإلياذة والأوديسة) فهرس الكتب والنسخة نفسها، التي سمحت بنشر الكتب

### إنتاج الكتب عند الرومان
```
إنتاج الكتاب وضعت في روما في القرن 1 قبل الميلاد مع الأدب اللاتينية التي تأثرت اليونانية.
```

```
ويتعلق هذا الانتشار بالدرجة الأولى بدوائر الأفراد الأدبيين. وكان أتيكوس رئيس تحرير صديقه سيسرو. ومع ذلك، فإن الأعمال الكتاب توسع تدريجيا من خلال 
الإمبراطورية الرومانية
. على سبيل المثال، كانت هناك مكتبات في 
ليون
. وساعد انتشار الكتاب في توسيع الإمبراطورية، مما يعني فرض اللسان اللاتيني على عدد كبير من الناس (في 
إسبانيا
 وأفريقيا وغيرها).
```

```
وكانت المكتبات خاصة أو أنشئت بناء على طلب فرد. 
يوليوس قيصر
، على سبيل المثال، أراد إنشاء واحدة في روما، مما يثبت أن المكتبات كانت علامات على الهيبة السياسية.
```

```
في عام 377، كان هناك 28 مكتبة في روما، ومن المعروف أن هناك العديد من المكتبات الصغيرة في مدن أخرى. وعلى الرغم من التوزيع الكبير للكتب، فإن العلماء ليس لديهم صورة كاملة عن المشهد الأدبي في العصور القديمة حيث فقدت آلاف الكتب عبر الزمن.
```

## ورقة
```
تم تقليص صناعة الورق تقليديا إلى الصين في عام 105 بعد الميلاد، عندما قام تساى لون، وهو مسؤول ملحق بالمحكمة الإمبراطورية خلال عهد 
أسرة هان
 (202 قبل الميلاد -220 ميلادي)، بإنشاء ورقة من الورق باستخدام ألياف 
التوت
 وغيرها من ألياف 
الصابورة
 جنبا إلى جنب مع شباك 
الصيد
 القديمة الخرق، ونفايات 
القنب
.
```

```
في حين أن الورق المستخدم للتغليف والحشو كان يستخدم في 
الصين
 منذ القرن الثاني قبل الميلاد، إلا أن الورق المستخدم كوسيلة للكتابة أصبح منتشرا فقط في 
القرن الثالث
. وبحلول القرن السادس في الصين، بدأت أوراق ورقة لاستخدامها لورق التواليت كذلك. خلال عهد 
أسرة تانغ
 (618-907 م) تم طي الورق وخيطه في أكياس مربعة للحفاظ على نكهة الشاي. وكانت 
أسرة سونغ
 (960-1279) التي تلت ذلك أول حكومة لإصدار 
العملة الورقية
.
```

وكان من التطورات الهامة الميكنة لصناعة الورق من قبل صناع الورق في القرون الوسطى. وأتاح إدخال مطاحن الورق التي تعمل بالطاقة المائية، وهي أول دليل معين يعود إلى القرن الحادي عشر في قرطبة، إسبانيا، توسعا هائلا في الإنتاج، واستعاض عن السمة الحرفية الشاقة لكل من صناعة الورق الصينية والمسلمة. وبدأت مراكز صناعة الورق تتضاعف في أواخر القرن الثالث عشر في إيطاليا، مما خفض سعر الورق إلى سدس الرق، ثم تراجع أكثر.m

## العصور الوسطى
```

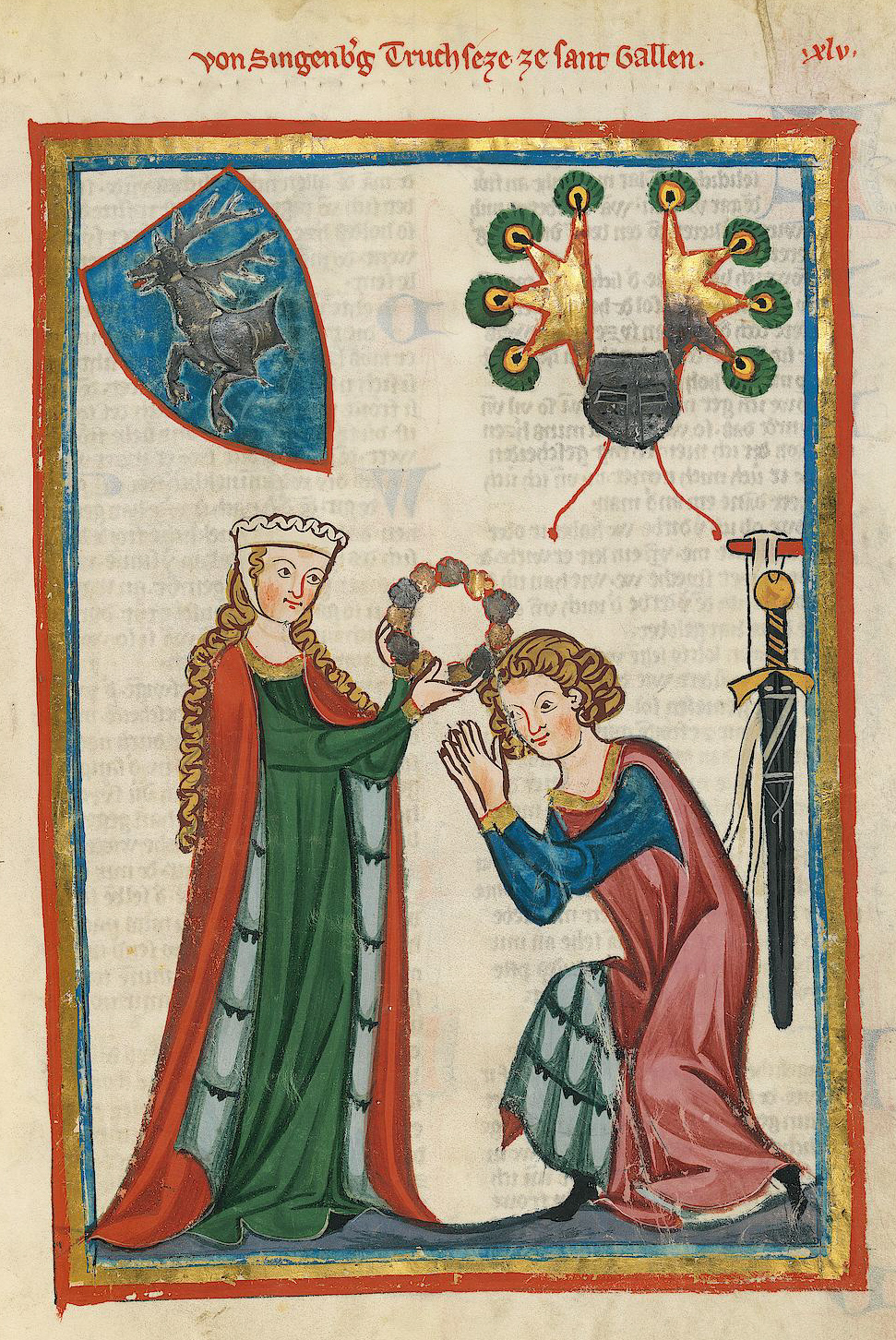
كتاب مانيس، كتاب من العصور الوسطى

وبحلول نهاية العصور القديمة، بين القرنين الثاني والرابع، تم استبدال التمرير بواسطة المخطوطة. الكتاب لم يعد لفة مستمرة، ولكن مجموعة من الأوراق المرفقة في الظهر. وأصبح من الممكن الوصول إلى نقطة محددة في النص مباشرة. المخطوطة من السهل على قدم المساواة للراحة على الطاولة، والذي يسمح للقارئ أن تدوين الملاحظات أثناء قراءته. تم تحسين شكل المخطوطة مع فصل الكلمات والأحرف الكبيرة وعلامات الترقيم، مما يسمح بالقراءة الصامتة. وقد سهلت جداول المحتويات والمؤشرات الوصول المباشر إلى المعلومات. وكان هذا النموذج فعالا بحيث أنه لا يزال نموذج الكتاب القياسية، أكثر من 1500 سنة بعد ظهوره.
```

```
ورقة تحل تدريجيا محل الرق. أرخص لإنتاج، فإنه يسمح نشر أكبر من الكتب.
```

### كتب في الأديرة
```
تم تدمير عدد من الكتب المسيحية في ترتيب ديوكليتيان في 304 م. خلال الفترات المضطربة من الغزوات، كانت الأديرة التي تحفظ النصوص الدينية وبعض أعمال العصور القديمة في الغرب. ولكن سيكون هناك أيضا مراكز النسخ الهامة في 
بيزنطة
.
```

دور الأديرة في حفظ الكتب لا يخلو من بعض الغموض:
- كانت القراءة نشاطا هاما في حياة الرهبان، والتي يمكن تقسيمها إلى الصلاة والعمل الفكري والعمل اليدوي (في النظام البنديكتيني، على سبيل المثال). ولذلك كان من الضروري عمل نسخ من أعمال معينة. وبناء على ذلك، كانت هناك مجموعة من الكنائس في العديد من الأديرة، حيث قام الرهبان بنسخ مخطوطات مزينة ومزينة.
- ومع ذلك، فإن حفظ الكتب ليس حصرا للحفاظ على الثقافة القديمة؛ كان من المهم بشكل خاص فهم النصوص الدينية بمساعدة المعرفة القديمة. بعض الأعمال لم تسترد أبدا، بعد أن حكم على خطير جدا بالنسبة للرهبان. وعلاوة على ذلك، في حاجة إلى وسائل الإعلام فارغة، رهبان الرهبان من المخطوطات، وبالتالي تدمير الأعمال القديمة. وركز نقل المعرفة في المقام الأول على النصوص المقدسة.

### نسخ الكتب وحفظها

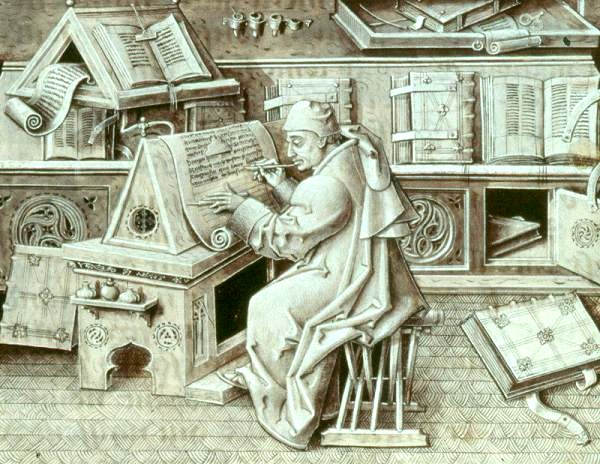
صورة للمؤلف جان ميلوت كتابة تجميعه لمعجزات السيدة، واحدة من العديد من الأعمال الشعبية له.

على الرغم من هذا الغموض، أتاحت الأديرة في الغرب والإمبراطورية الشرقية الحفاظ على عدد معين من النصوص العلمانية، وأنشئت العديد من المكتبات: على سبيل المثال، كاسيودوروس (فيفاروم) في كالابريا، حوالي 550)، أو قسطنطين الأول في القسطنطينية. كان هناك العديد من المكتبات، ولكن بقاء الكتب غالبا ما كان يعتمد على معارك سياسية وأيديولوجيات، والتي في بعض الأحيان تنطوي على تدمير واسع النطاق للكتب أو صعوبات في الإنتاج (على سبيل المثال، توزيع الكتب خلال إكونوكلاسم بين 730 و842). قائمة طويلة من المكتبات القديمة جدا والباقية على قيد الحياة التي تشكل الآن جزءا من أرشيف الفاتيكان يمكن العثور عليها في الموسوعة الكاثوليكية.
مثال قوي جدا على النسخ المبكر والحفاظ على الكتب هو أن القرآن. بعد محمد، قام رفيقه أبو بكر، بناء على توصية عمر بن الخطاب، بتعيين زيد بن ثابت لتجميع أول كتاب رسمي للقرآن الكريم. جمع زايد جميع الكتب المقدسة المتاحة من القرآن الكريم كتب من قبل الصحابة المختلفة من محمد خلال حياته. قام بتجميع كتاب واحد وحصل عليه التحقق من قبل جميع الصحابة الذين حفظوا الكتاب كله بينما كان محمد على قيد الحياة. ثم تم الاحتفاظ بهذا الكتاب الرسمي الأول في منزل حفصة، زوجة محمد. وبحلول عهد الخليفة الثالث عثمان، انتشرت الدولة الإسلامية على جزء كبير من العالم المعروف. أمر بإعداد نسخ رسمية من أول الكتاب المقدس الرسمي. وقد تم التحقق من النسخ حسب الأصول للتأكد من صحتها. وقد أرسلت هذه النسخ إلى كل مدينة من الخلافة بحيث يمكن إجراء نسخ إضافية محليا بدقة تامة.

### و سكريبتوريوم
كان السيناريو هو غرفة عمل الراهبين؛ هنا، تم نسخ الكتب، وزينت، انتعاش، وحفظها. قام الدراري بتوجيه العمل ولعب دور أمين المكتبة.
وكان دور القائم بالنسخ متعدد الأوجه: فعلى سبيل المثال، بفضل عملهم، كانت النصوص تنقل من دير إلى آخر. كما سمحت النسخ للرهبان بتعلم النصوص والكمال لتعليمهم الديني. وهكذا عرفت العلاقة مع الكتاب نفسه وفقا لعلاقة فكرية مع الله. ولكن إذا كانت هذه النسخ في بعض الأحيان للرهبان أنفسهم، كانت هناك أيضا نسخ مصنوعة عند الطلب.
وكانت مهمة النسخ نفسها عدة مراحل: إعداد المخطوطة في شكل دفاتر الملاحظات بمجرد اكتمال العمل، وعرض الصفحات، والنسخ نفسه، والمراجعة، وتصحيح الأخطاء، والديكور، والتجليد. ولذلك فإن الكتاب يتطلب مجموعة متنوعة من الكفاءات، والتي غالبا ما جعل المخطوطة جهدا جماعيا.

### التحول من الطبعة الأدبية في القرن الثاني عشر

المشهد في بوتيتشيلي مادونا للكتاب (1480) يعكس وجود الكتب في بيوت الأغنياء في عصره.

إن إحياء المدن في أوروبا من شأنه أن يغير من ظروف إنتاج الكتب ويوسع نفوذها، وستنتهي الفترة الرهبانية للكتاب. هذا النهضة رافق النهضة الفكرية لهذه الفترة. ثقافة المخطوطات خارج الدير المتقدمة في هذه المدن الجامعية في أوروبا في هذا الوقت. ومن بين الجامعات الأولى التي وضعت هياكل جديدة من الإنتاج: استخدمت المخطوطات المرجعية من قبل الطلاب والأساتذة لتدريس اللاهوت والفنون الحرة. وقد جلب تطور التجارة والبرجوازية طلبا على النصوص المتخصصة والعامة (القانون والتاريخ والروايات وغيرها). في هذه الفترة التي الكتابة في العامية العامة المتقدمة (الشعر المحكم، والروايات، وما إلى ذلك). أصبح سكريبتوريا التجارية شائعة، ومهنة بائع الكتب جاء حيز الوجود، والتعامل أحيانا في جميع أنحاء العالم.
وهناك أيضا إنشاء المكتبات الملكية كما هو الحال في سانت لويس وتشارلز الخامس. كما تم جمع الكتب في المكتبات الخاصة، والتي أصبحت أكثر شيوعا في القرنين 14 و15.
```
انتشر استخدام الورق عبر أوروبا في القرن الرابع عشر. هذه المادة، وأقل تكلفة من الرق، جاءت من الصين عبر 
العرب
 في اسبانيا في القرنين الحادي عشر والثاني عشر. تم استخدامه على وجه الخصوص للنسخ العادية، في حين تم استخدام رقعة للطبعات الفاخرة.
```

## طباعة الصحيفة
اختراع مطبعة يوهانس غوتنبرغ حوالي 1440 يصادف دخول الكتاب في العصر الصناعي. لم يعد الكتاب الغربي كائنا واحدا، مكتوبا أو مستنسخا حسب الطلب. وأصبح نشر الكتاب مشروعا يتطلب رأس المال لتحقيقه وسوقا لتوزيعه. وقد خفضت تكلفة كل كتاب على حدة (في طبعة كبيرة)، مما أدى بدوره إلى زيادة توزيع الكتب. الكتاب في شكل المخطوطة والمطبوعة على الورق، كما نعرفها اليوم، يعود إلى القرن 15th. الكتب المطبوعة قبل 1 يناير 1501، وتسمى غير قابلة للتحويل. حدث انتشار طباعة الكتب في جميع أنحاء أوروبا بسرعة نسبيا، ولكن معظم الكتب كانت لا تزال مطبوعة باللغة اللاتينية. وكان نشر مفهوم طباعة الكتب باللغة العامية عملية أبطأ إلى حد ما.

### قائمة معالم الطباعة البارزة

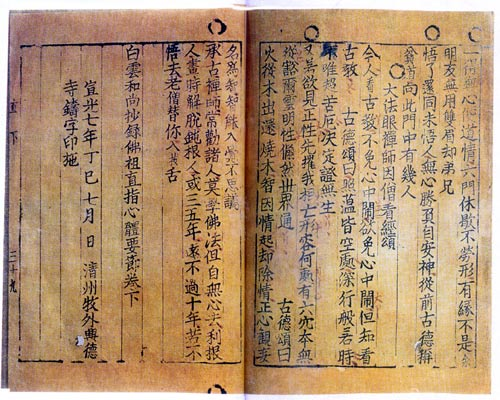
جيكجي، تعاليم مختارة من الحكام البوذيين والماجستير شون، أقدم كتاب معروف المطبوعة مع نوع المعدن المنقولة، 1377. مكتبة وطنية فرنسا، باريس.

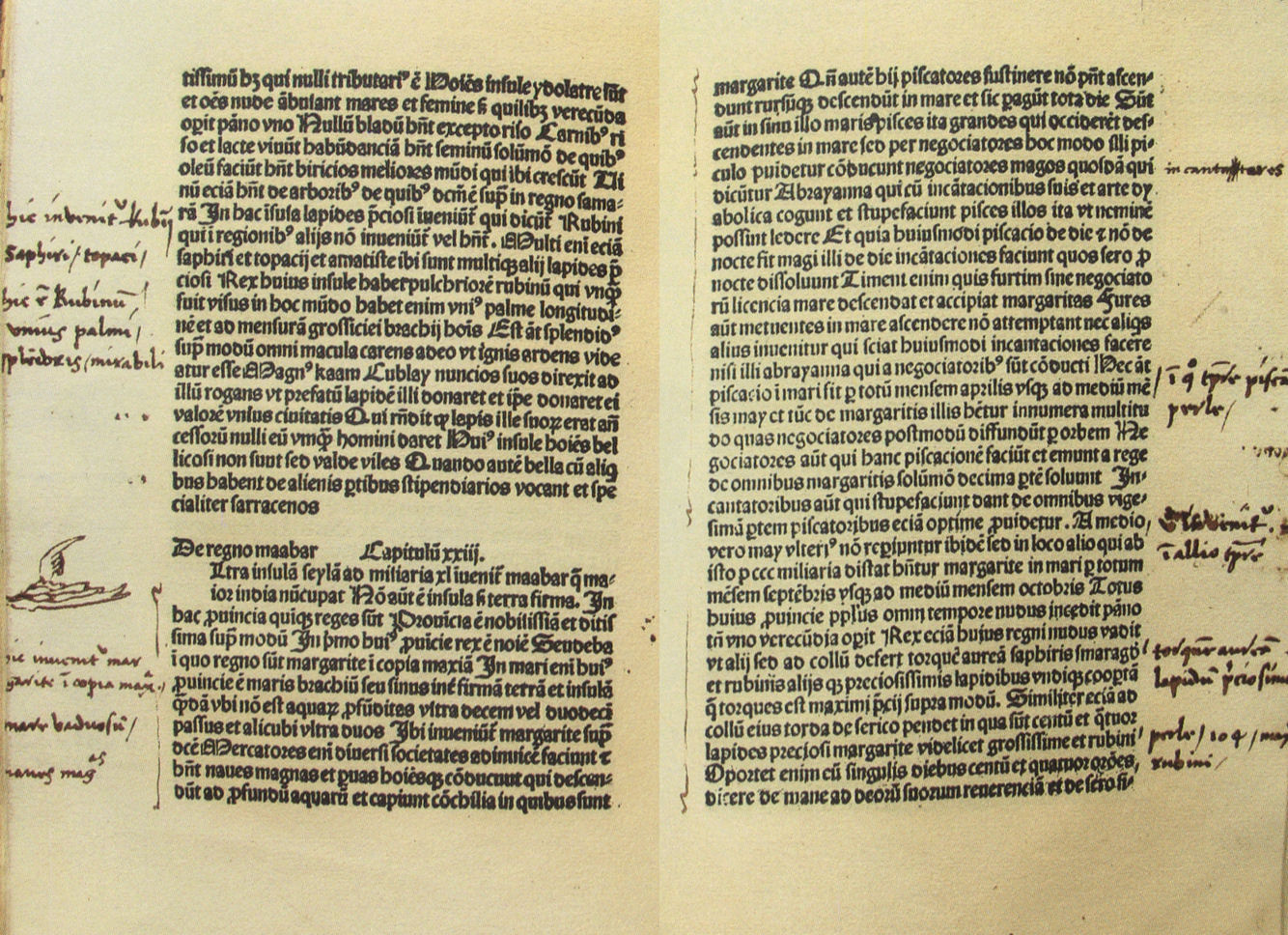
ملاحظات مكتوبة بخط اليد من قبل كريستوفر كولومبوس على الطبعة اللاتينية من ماركو بولو في ليفري ديس ميرفيلس.

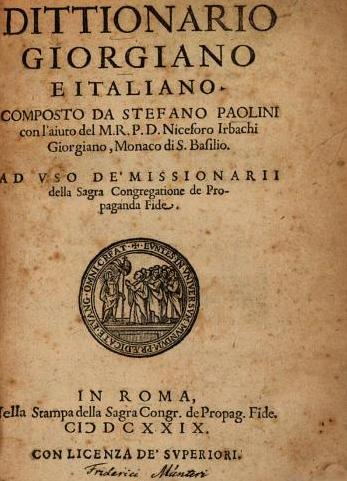
ونشر الكتاب الأول باللغة الجورجية في روما، في عام 1629 من قبل نيسيفورو إرباشي.

- 1377: جيكجي هو العنوان المختصر لوثيقة بوذية كورية، تعاليم مختارة من الحكام البوذيين وسيون ماسترس، أقدم كتاب معروف مطبوع مع نوع معدني متحرك.
- 1455: الكتاب المقدس غوتنبرغ كان أول كتاب رئيسي مطبوع في أوروبا مع نوع معدني متحرك من قبل يوهانس غوتنبرغ.
- 1461: دير أكرمان أوس بوهمن طبع ألبرشت بيستر، أول كتاب مطبوع باللغة الألمانية، وأيضا أول كتاب مصور مع النقوش الخشبية.
- :1470 إيل كانزونير فرانشيسكو بيترارتش، أول كتاب مطبوع باللغة الإيطالية.
- 1472: كان سينودال دي أغيلافوينت أول كتاب مطبوع في إسبانيا (في سيغوفيا) وباللغة الإسبانية.
- 1474: أوبيرس e تروبس إن لاور دي لا فيرج كان سانتا ماريا أول كتاب مطبوع باللغة الكاتالونية، في فالنسيا.
- ج. 1475: ريكويل من التاريخ من تروي كان الكتاب الأول المطبوعة في اللغة الإنجليزية.
- 1476: لا ليجند دوري مطبوعة من قبل غيلوم ليروي، الكتاب الأول المطبوع باللغة الفرنسية.
- 1476: غراماتيكا غرايكا، خلاصة سيف أوكتواتيون أوراتيونيس بارتيوم، وربما الكتاب الأول تماما في اليونانية من قبل قسطنطين لاسكاريس.
- 1477: الطبعة الأولى من جيوغرافيا، ربما في عام 1477 في بولونيا، كان أيضا أول كتاب مطبوع مع الرسوم التوضيحية المحفورة.
- 1477: الكتاب المقدس ديلفت، الكتاب الأول المطبوع باللغة الهولندية.
- 1483: ميسال بو زاكونو ريمسكوغا دفورا، أول كتاب مطبوع باللغة الكرواتية وفي الأبجدية الغلاغولية.
- 1485: دي ري إديفيكاتوريا، أول كتاب مطبوع عن العمارة
- 1487: «بنتاتيوكو»، أول كتاب طبع في البرتغال، باللغة العبرية، من قبل صموئيل جاكون في فيلا-a-دينترو، فارو.
- 1494: كان أوكتوه أول طبعة السلافية السيريلية الكتاب.
- 1495: أول كتاب مطبوع باللغة الدانماركية.
- 1495: أول كتاب مطبوع باللغة السويدية.
- 1497: «الكتاب المقدس للسيناريو دوم ديوغو دي سوسا، بيسبو دو بورتو»، أول كتاب طبع باللغة البرتغالية، من قبل الطابعة البرتغالية الأولى، رودريغو ألفاريس، في بورتو، في يناير 4.
- 1499: قاموس الكاثوليك، البريتونية-الفرنسية-اللاتينية، أول قاموس بثلاث لغات، أول كتاب بريتون، أول قاموس فرنسي
- 1501: هارمونيس موسيسز أوديكاتون، طبع من قبل أوتافيانو بيتروتشي، هو الكتاب الأول من الموسيقى ورقة مطبوعة من نوع المنقولة.
- 1501: «ألدوس مانوتيوس» طبع أول أوكتافوس المحمولة، أيضا اختراع واستخدام نوع مائل.
- 1508: طبع شيبمان وميلار الكتب الأولى في اسكتلندا.
- 1511: كتب هيرومونك ماكاريج أول كتب في والاشيا (باللغة السلافية)
- 1512: كتب هاكوب ميغارت أول كتاب باللغة الأرمينية - أورباتاجيرك.
- [5]
- 1513: هورتولوس أنيماي، بولونيس يعتقد أن يكون الكتاب الأول المطبوع في اللغة البولندية.
- 1516: طبع طبع طبعة لشبونة من كتاب سيفر أبوردهام في المغرب، وهو أول كتاب مطبوع في أفريقيا. 
[6]
- 1517: مزامير، أول كتاب طبع في اللغة البيلاروسية القديمة من قبل فرانسيسك سكارينا في 6 أغسطس 1517
- 1539: لا إسكالا إسبيريتوال دي سان خوان كليماكو، أول كتاب مطبوع في أمريكا الشمالية - المكسيك
- 1541: بوفو-بوخ كان أول كتاب غير ديني ليتم طباعته باللغة اليديشية
- 1544: روكوسكيريا بي ميكايل أغريكولا، أول كتاب مطبوع باللغة الفنلندية.
- 1545: لينغوي فاسكونوم بريميتياي كان أول كتاب مطبوع في الباسك
- 1547: قام مارتيناس ماڤيداس بتجميع ونشر أول كتاب ليتواني مطبوع عبارة بسيطة للتعليم المسيحي
- 1550: كيتشيسموس من قبل Primož تروبار كان أول كتاب مكتوب باللغة السلوفينية.
- 1561: طبعت الكتب المطبوعة الأولى باللغة الرومانية، تيتريفانغيلول وÎntrebare creştinească (المعروف أيضا باسم كاتيهسمول) من قبل كوريسي في براسوف.
- 1564: تم طبع أول كتاب باللغة الأيرلندية في إدنبره، ترجمة لجون نوكس في «القداس» من قبل جون كارسويل، أسقف هبريدس.
- 1564: أول كتاب روسي مؤرخ، أبوستول، طبعه إيفان فيودوروف
- 1571: الكتاب الأول باللغة الأيرلندية المراد طباعته في ايرلندا كان التعليم المسيحي البروتستانتي (إيبيديل غايدهيلج أغوس كايتيسيوسما)، الذي يحتوي على دليل للإملاء والأصوات باللغة الأيرلندية.
- [7]
- 1577: كان ليكاه توف، وهو تعليق على كتاب استير، أول كتاب مطبوع في أرض فلسطين
- 1581: أوستروغ بيبل، أول طبعة مطبوعة كاملة من الكتاب المقدس في الكنيسة السلافية القديمة
- 1584: أول كتاب مطبوع في أمريكا الجنوبية - ليما، بيرو
- 1593: دوكترينا كريستيانا كان أول كتاب طبع في الفلبين
- 1629: ساعد نيكولوز تشولوكاشفيلي لنشر القاموس الجورجي، أول كتاب مطبوع باللغة الجورجية
- 1640: كتاب مزمور خليج، الكتاب الأول المطبوع في أمريكا الشمالية البريطانية
- 1651: أباجار - فيليب ستانيسلافوف، أول كتاب مطبوع باللغة البلغارية الحديثة
- 1678-1703: هورتوس مالاباريكوس تضمنت الدرجة الأولى من أنواع المالايالامية المستخدمة للطباعة
- 1798: أول كتاب مطبوع في أوسيتيك
- 1802: الأوامر الدائمة العامة لنيو ساوث ويلز هي أول كتاب مطبوع في أستراليا، يتألف من الحكومة والأوامر العامة الصادرة بين عامي 1791 و1802
- أورورا أوستراليس، أول كتاب نشر في القارة القطبية الجنوبية.

انظر أيضا إديتيو برينسبس، انتشار الصحافة

## العصر المعاصر
```
خلال التنوير بدأت المزيد من الكتب لصب المطابع الأوروبية، وخلق شكل مبكر من المعلومات الزائد لكثير من القراء. في أي مكان كان هذا هو الحال أكثر مما كان عليه في التنوير اسكتلندا، حيث تعرض الطلاب لمجموعة واسعة من الكتب أثناء تعليمهم. أدت مطالب جمعية الكتاب المقدس البريطانية والأجنبية (التي تأسست عام 1804)، وجمعية الكتاب المقدس الأمريكية (التي تأسست عام 1816)، والناشرين غير الطائفيين الآخرين لأدوار غير مكلفة من النصوص إلى العديد من الابتكارات. إن إدخال مكابس الطباعة البخارية قبل 1820 بقليل، تليها مباشرة مصانع الورق بالبخار الجديدة، تشكل ابتكاريين رئيسيين. وقد أدى ذلك معا إلى انخفاض أسعار الكتب وزيادة عدد الكتب زيادة كبيرة. وقد تأثرت هذه الطريقة الجديدة للإنتاج أيضا بخصائص ببليوغرافية عديدة، مثل وضع وصياغة العناوين والترجمات. ظهرت أنواع جديدة من الوثائق في وقت لاحق في القرن التاسع عشر: التصوير الفوتوغرافي، تسجيل الصوت والسينما.
```

وتسمح آلات الكاتبة وفي نهاية المطاف المعالجات والكلمات التي تعتمد على الحاسوب، بطباعة الأشخاص ووضع وثائقهم الخاصة معا. النشر المكتبي هو شائع في القرن ال 21.
ومن بين سلسلة من التطورات التي حدثت في التسعينات، كان انتشار الوسائط المتعددة الرقمية، التي ترميز النصوص والصور والرسوم المتحركة والأصوات في شكل فريد وبسيط ملحوظا لصناعة نشر الكتب. كما ساعد النص التشعبي على تحسين الوصول إلى المعلومات. وأخيرا، خفض الإنترنت تكاليف الإنتاج والتوزيع.

### الكتب الإلكترونية ومستقبل الكتاب
ومن الصعب التنبؤ بمستقبل الكتاب في عصر التغير التكنولوجي السريع الخطى.
 وقد أعرب عن القلق بشأن «وفاة الكتب» طوال تاريخ الوسيلة، التي ينظر إليها على أنها مهددة من قبل وسائل الإعلام المتنافسة مثل الإذاعة والتليفزيون والإنترنت.
ومع ذلك، فإن هذه الآراء مبالغ فيها عموما، و«تهيمن عليها الشهوة الجنسية، والمخاوف من نهاية النزعة الإنسانية وأفكار التقدم التقني الأصولي».
وقد أثبتت وسيلة كتاب الطباعة أن تكون مرنة جدا وقابلة للتكيف.
وهناك قدر كبير من المواد المرجعية، المصممة للوصول المباشر بدلا من القراءة المتسلسلة، كما في الموسوعات على سبيل المثال، موجودة أقل وأقل في شكل كتب وبشكل متزايد على شبكة الإنترنت. وتنشر مواد القراءة الترفيهية بشكل متزايد في أشكال القارئ الإلكتروني.
وعلى الرغم من أن الكتب الإلكترونية أو الكتب الإلكترونية قد حققت نجاحا محدودا في السنوات الأولى، وكان القراء مقاومين منذ البداية، فإن الطلب على الكتب في هذا الشكل قد نما بشكل كبير، ويرجع ذلك أساسا إلى شعبية أجهزة القارئ الإلكتروني وكعدد من العناوين المتاحة في هذا الشكل قد زاد. منذ صدور أمازون كيندل في عام 2007، أصبح الكتاب الإلكتروني ظاهرة رقمية والعديد من النظريات التي سوف تأخذ أكثر من الصعب والكتب الورقية في المستقبل. الكتب الإلكترونية هي أكثر سهولة الوصول إليها وأسهل للشراء، كما أنها أرخص لشراء الكتاب الإلكتروني بدلا من نظيره المادية بسبب النفقات الورقية التي يتم خصمها.
وثمة عامل مهم آخر في تزايد شعبية القارئ الإلكتروني هو تنوعه المستمر. يدعم العديد من القراء الإلكترونيين الآن أنظمة التشغيل الأساسية، مما يسهل البريد الإلكتروني والوظائف البسيطة الأخرى. باد هو المثال الأكثر وضوحا من هذا الاتجاه، ولكن حتى الهواتف المحمولة يمكن أن تستضيف برامج القراءة الإلكترونية.

## صالة عرض

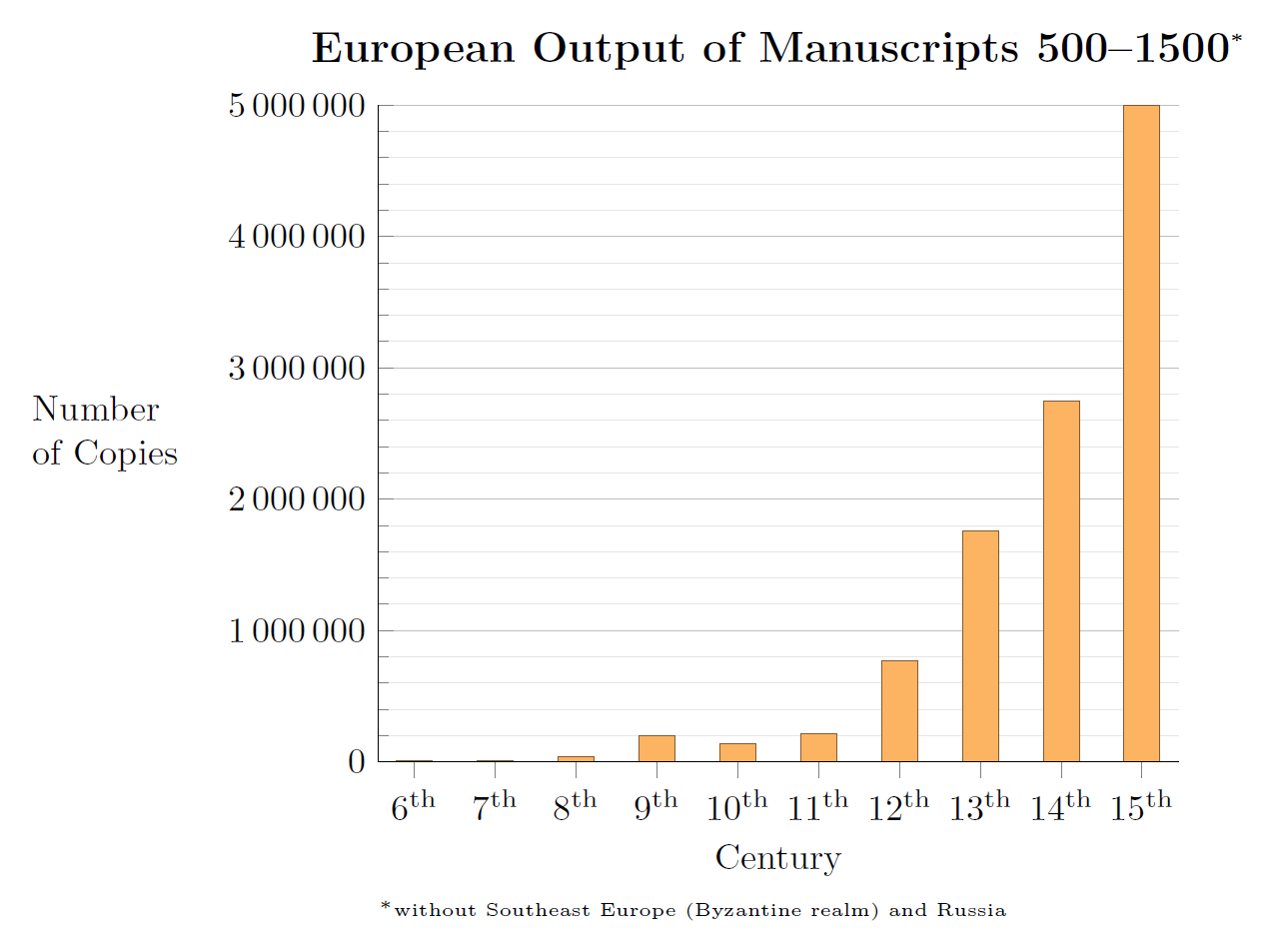
European output of manuscripts 500–1500
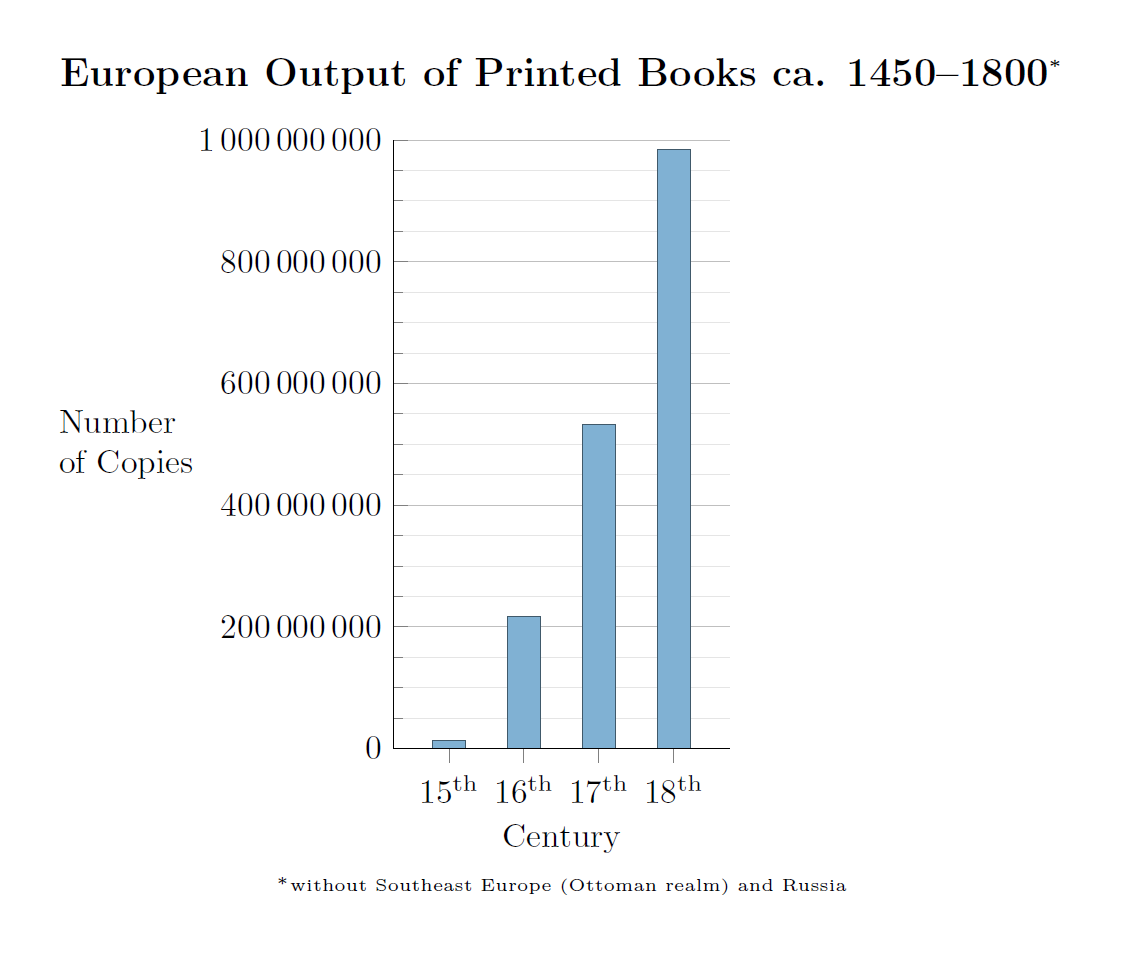
European output of printed books c. 1450–1800
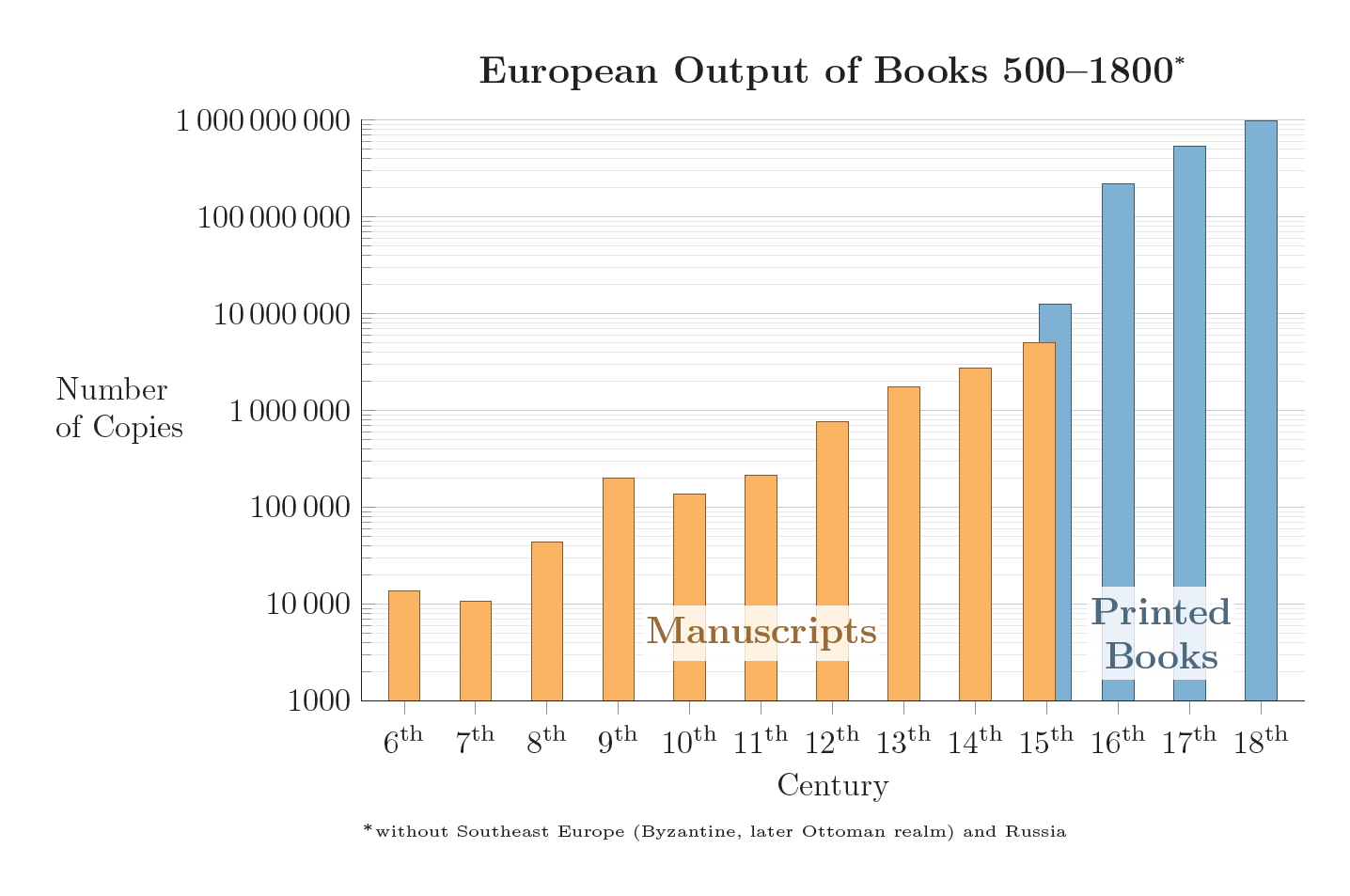
European output of books 500–1800

## Academic programs
- جامعة أمستردام، قسم الدراسات الثقافية. بكالوريوس وما برنامج مع التخصص في تاريخ الكتاب
- جامعة كيرتين. ماجستير في إدارة المعلومات - المكتبات تيار
- جامعة درو، قسم التاريخ الحديث والأدب. ماجستير، دكتوراه في واحدة من ثلاثة تيارات بما في ذلك كتاب التاريخ
- جامعة ادنبره. درجة الماجستير (ما) في تاريخ الكتاب
- كلية علوم الكتب في جامعة إرلانجن-نورمبرغ. بكالوريوس وما برنامج مع التخصص في تاريخ الكتاب
- جامعة لندن، معهد الدراسات الإنجليزية. ماجستير الدراسات العليا في تاريخ الكتاب
- جامعة ماينز غوتنبرغ. مينزر إنستيتوت فور بوشويسشافت
- جامعة مونستر، ألمانيا. برامج الماجستير مع تخصصات في دراسات الكتاب
- جامعة أكسفورد بروكس. ما تاريخ الكتاب والنشر الثقافة
- ونيفرسيتيوف روهامبتون. النشر وتاريخ الكتاب
- جامعة سانت اندروز. مليت - الكتاب. تاريخ وتقنيات التحليل
- جامعة تكساس التقنية، قسم اللغة الإنجليزية. ما، دكتوراه التركيز في تاريخ الكتاب
- تعديل University of Toronto. MA, PhD Program in Book History / Print Culture جامعة تورنتو. ماجستير، دكتوراه برنامج في تاريخ الكتاب / طباعة الثقافة

## الموارد المحددة

### الكتب
- The Cambridge history of the book in Britain. Cambridge University Press. 1998–2002. ISBN 0-521-57346-7 (v. 3), ISBN 0-521-66182-X (v. 4). مؤرشف من الأصل في 2022-03-19. Contents: v. 1 ed. Richard Gameson (publication forthcoming 2008), v. 2 eds. Nigel Morgan and Rod Thomson (publication forthcoming 2007), v. 3 1400-1557 eds. Lotte Hellinga and J.B. Trapp, v. 4 1557-1695 eds. John Barnard and D.F. McKenzie, with the assistance of Maureen Bell.
- Histoire de l'édition française. Fayard : Cercle de la Librairie. 1989-. ISBN 2-213-02399-9 (v. 1). {{استشهاد بكتاب}}: تحقق من التاريخ في: |سنة= (مساعدة) v. 1-4 ; eds. Roger Chartier and Henri-Jean Martin.
- Histoire des bibliothèques françaises. Promodis-Éd. du Cercle de la Librairie. 1988-. ISBN 2-903181-72-1 (v. 1). {{استشهاد بكتاب}}: تحقق من التاريخ في: |سنة= (مساعدة) v. 1-4; eds. André Vernet, Claude Jolly, Dominique Varry, Martine Poulain.
- Blair, Ann (2010). Too Much to Know: Managing Scholarly Information before the Modern Age. Yale University Press. ISBN 978-0-300-16539-5.
- Chartier، Roger (c. 2005). Inscrire et effacer : culture écrite et littérature (XIe-XVIIIe siècle). Gallimard : Le Seuil. ISBN:2-02-081580-X.
- Chow، Kai-Wing (2004). Publishing, Culture, and Power in Early Modern China. Stanford University Press. ISBN:0-8047-3368-6.
- Craughwell, Thomas J., and Damon Smith (2004). Q.P.B. Short History of the Paperback, and Other Milestones in Publishing. New and updated ed. New York: Quality Paperback Book Club. ISBN 1-58288-104-9
- Dane، Joseph (2003). The Myth of Print Culture: Essays on Evidence, Textuality, and Bibliographical Method. University of Toronto Press. ISBN:0-8020-8775-2. ISBN 978-0-8020-8775-1. مؤرشف من الأصل في 2022-03-23.
- Darnton, Robert (2009). The case for books: Past, present, and future. PublicAffairs.
- Darnton، Robert (1985). The great cat massacre and other episodes in French cultural history. Penguin. ISBN:0-14-055089-5.
- Diringer، David (1982). The book before printing : ancient, medieval, and oriental. Dover. ISBN:0-486-24243-9. مؤرشف من الأصل في 2022-07-06.
- Eisenstein، Elizabeth (2005). The printing revolution in early modern Europe. Cambridge University Press. ISBN:0-521-84543-2. ISBN 0-521-60774-4. مؤرشف من الأصل في 2022-04-01.
- Febvre، Lucien؛ هنري مارتن (1997). The coming of the book : the impact of printing 1450-1800. Verso. ISBN:1-85984-108-2. tr. by David Gerard; ed. by Geoffrey Nowell-Smith and David Wootton; Note: reprint, other reprints by this publisher 1990 & 1984, originally published (London: N.L.B., 1976); Translation of L'apparition du livre.
- Finkelstein، David (2005). An introduction to book history. Routledge. ISBN:0-415-31442-9. ISBN 0-415-31443-7. مؤرشف من الأصل في 2022-03-23.
- Fischer، Ernst (2010). The Book Market. Leibniz Institute of European History. OCLC:692301471. مؤرشف من الأصل في 2020-08-12.
- Hall، David (1996). Cultures of Print: Essays in the History of the Book. University of Massachusetts Press. ISBN:0585142076. ISBN 978-0-585-14207-4.
- History of the book in Canada. University of Toronto Press. 2004–2007. ISBN 0-8020-8943-7 (v. 1), ISBN 0-8020-8012-X (v. 2), ISBN 978-0-8020-9047-8 (v. 3). Contents: v. 1 eds. Patricia Fleming and Fiona Black (2004), v. 2 eds. Patricia Fleming, Yvan Lamonde, and Fiona Black (2005), v. 3 eds. Carole Gerson and Jacques Michon (2007).
- Howsam، Leslie (2006). Old Books and New Histories: An orientation to studies in book and print culture. University of Toronto Press. ISBN:978-0-8020-9438-4.
- Johns، Adrian (1998). The Nature of the Book: Print and Knowledge in the Making. The University of Chicago Press. ISBN:978-0-226-40122-5.
- Katz، Bill (1998). Cuneiform to computer : a history of reference sources. Scarecrow Press. ISBN:0-8108-3290-9. مؤرشف من الأصل في 2022-04-09. Series: History of the book, no. 4.
- Martin، Henri-Jean (c. 2004). Les métamorphoses du livre. Albin Michel. ISBN:2-226-14237-1. Series: Itinéraires du savoir.
- McKitterick، David (2003). Print, Manuscript and the Search for Order, 1450-1830. Cambridge University Press. ISBN:0-521-82690-X.
- Nunberg, Geoffrey (Ed.) (1996). The Future of the Book. University of California Press. ISBN 978-0-520-20451-5
- Price, Leah (2012). How to Do Things with Books in Victorian Britain. Princeton University Press. ISBN 978-0-691-11417-0.
- Thiollet, Jean-Pierre (2005). Je m'appelle Byblos, H & D, Paris. ISBN 2-914266-04-9
- Warner، Michael (1990). The Letters of the Republic: Publication and the Public Sphere in Eighteenth-Century America. Harvard University Press. ISBN:0-674-52785-2.

### الدوريات
- The Library: Transactions of The Bibliographical Society. Bibliographical Society. 1889-. ISSN:0024-2160. {{استشهاد بكتاب}}: تحقق من التاريخ في: |سنة= (مساعدة)
- The Papers of the Bibliographical Society of America. Bibliographical Society of America. 1899-. ISSN:0006-128X. {{استشهاد بكتاب}}: تحقق من التاريخ في: |سنة= (مساعدة)
- The Papers of the Bibliographical Society of Canada. The Bibliographical Society of Canada. 1962-. ISSN:0067-6896. {{استشهاد بكتاب}}: تحقق من التاريخ في: |سنة= (مساعدة)
- Studies in Bibliography. The Bibliographical Society of the University of Virginia. 1948-. ISSN:0081-7600. {{استشهاد بكتاب}}: تحقق من التاريخ في: |سنة= (مساعدة)
- Archiv für Geschichte des Buchwesens. Buchhändler-Vereinigung. 1956-. ISSN:0066-6327. {{استشهاد بكتاب}}: تحقق من التاريخ في: |سنة= (مساعدة)
- Annual bibliography of the history of the printed book and libraries. Martinus Nijhoff. 1970-. ISSN:0303-5964. {{استشهاد بكتاب}}: تحقق من التاريخ في: |سنة= (مساعدة)
- Script & Print. Bibliographical Society of Australia and New Zealand. 1970-. ISSN:1834-9013. {{استشهاد بكتاب}}: تحقق من التاريخ في: |سنة= (مساعدة) Note: previously Bulletin of the Bibliographical Society of Australia and New Zealand.
- Quaerendo. Theatrum Orbis Terrarum Ltd. 1971-. ISSN:0014-9527. {{استشهاد بكتاب}}: تحقق من التاريخ في: |سنة= (مساعدة) Note "A quarterly journal from the low countries devoted to manuscripts and printed books."
- Revue française d'histoire du livre. Société des bibliophiles de Guyenne. 1971-. ISSN:0037-9212. OCLC:1791119. {{استشهاد بكتاب}}: تحقق من التاريخ في: |سنة= (مساعدة)
- Book History. Society for the History of Authorship, Reading & Printing. 1998-. ISSN:1098-7371. {{استشهاد بكتاب}}: تحقق من التاريخ في: |سنة= (مساعدة)

## روابط خارجية
- جمعية تاريخ التأليف والقراءة والنشر (شارب)
- برنامج في تاريخ الكتاب في الثقافة الأمريكية
- أطلس الطباعة المبكرة
- تطوير الصفحة المطبوعة في جامعة كارولينا الجنوبية ليبراريز مجموعات الرقمية
- مخطوطات العصور الوسطى وعصر النهضة، مركز المبادرات الرقمية، مكتبات جامعة فيرمونت